# En kort berättelse om traktorer på ukrainska
En kort berättelse om traktorer på ukrainska är den ukrainsk-engelska författaren Marina Lewyckas debutroman, som publicerades på engelska 2005 och på svenska i översättning av Thomas Grundberg 2007.
Romanen handlar om två systrar, vars fader vid åttiofyra års ålder, två år efter att modern har dött, skall gifta sig med en trettiosex år gammal ukrainsk frånskild kvinna.